# かるき春
かるき春（かるきはる、10月28日 - ）は、日本の漫画家。群馬県出身。血液型はO型。

## 概要
りぼん漫画スクール2006年9月号で準りぼん賞を受賞した『サニー・レンジャー』でデビュー。同期にりぼん賞を受賞した雪丸もえや、同点数でデビューを果たしたつわぶき杏・杉本あきこがいる。
春田ななのアシスタントをしており、彼女の『ラブ・ベリッシュ!』第5巻の巻末にお祝いイラストを描いている。

## 作品リスト

### 漫画
- サニーレンジャー（『りぼん』2007年超びっくりお正月大増刊号、デビュー作）
- 太陽の名のもとに!!（『りぼんスペシャル』2007年夏休み大増刊号）
- ローゼンメイデン dolls talk（『りぼん』2012年1月号 - 2014年5月号、『ローゼンメイデン』スピンオフ作品、全3巻）
- 桜王子の家庭事情（『りぼんスペシャル』2014年春の大増刊号）
- 天使さまおことわり!（『りぼん』2014年6月号）
- さかさまクランベリー（『りぼん』2015年1月号 - 2015年7月号）
- うちの執事が倒せない（『りぼんスペシャルバニラ』2015年夏の大増刊号、『りぼんスペシャルミント』2015年夏の大増刊号）
- となりのジュリエット（『りぼん』2015年11月号）
- ゴーストランデブー（『りぼんスペシャル』2016年冬の大増刊号）
- つむぎと箱庭モンスター[1]（『りぼん』2016年8月号 - 2016年12月号）
- 愛してるの天才（『りぼんスペシャル』2016年冬の大増刊号）
- みみつきのクロ[2]（『りぼん』2017年9月号[3] - 2018年5月号、全2巻）
- ライオンにあまがみ（『マンガMee』2021年3月27日 - 2021年9月11日）
- あおたん!-青矢先輩と私の探偵部活動-[4]（原作：喜多喜久、作画：かるき春、2021年 - 2022年、全1巻）
  1. 2022年3月25日発売[5]、『りぼん』2021年12月号 - 2022年3月号、ISBN 978-4-08-867656-2
- 十字架にくちづけ（『りぼん』2024年11月号[6] - 連載中）

### イラスト
- となりのとなりのまたとなり（著者：ココロ直、NHKネットコミュニケーション小説[7]、Web連載）
- 王子さまとの恋が心配です!（アンソロジー、2020年9月16日発売[8]、講談社青い鳥文庫、ISBN 978-4-06-520647-8） - カバーイラスト及び深海ゆずはの短編の挿絵を担当している。
- ミヤモトさんちの4男子!? 初恋王子だなんて、認めません!（2022年4月13日発売[9]、著者：深海ゆずは、講談社青い鳥文庫、ISBN 978-4-06-527416-3）
- 見えちゃうなんて、きいてません!（著者：野月よひら、野いちごジュニア文庫）
  1. イケメンふたごのヒミツ（2023年1月20日発売[10]、ISBN 978-4-8137-8079-3）
  2. ふたりきりのテスト勉強は恋の予感!?（2023年5月20日発売[11]、ISBN 978-4-8137-8096-0）
  3. イケメンふたごと胸きゅんデート！（2023年10月20日発売[12]、ISBN 978-4-8137-8114-1）